# أرتيم كليمنكو
أرتيم كليمنكو (بالروسية: Клименко, Артём Анатольевич) مواليد 10 يناير 1994 في ماريوبول، هو لاعب كرة سلة روسي. بدأ مسيرته الاحترافية في سنة 2011. يلعب في دوري السوبر الروسي لكرة السلة كلاعب وسط. يحمل الرقم 12. لعب مع نادي أفتودور ساراتوف لكرة السلة ونادي يونيكس قازان لكرة السلة.

## روابط خارجية
- أرتيم كليمنكو على موقع الدوري الأوروبي لكرة السلة (الإنجليزية)
- أرتيم كليمنكو على موقع كرة السلة الأوروبية.كوم (الإنجليزية)
- أرتيم كليمنكو على موقع DraftExpress.com (الإنجليزية)
- أرتيم كليمنكو على موقع ريلجم (الإنجليزية)
- أرتيم كليمنكو على موقع بروبوليرز (الإنجليزية)
- أرتيم كليمنكو على موقع سبورتس رفرنس (الإنجليزية)